# Parortholitha indocilis
Parortholitha indocilis är en fjärilsart som beskrevs av Claude Herbulot 1963. Parortholitha indocilis ingår i släktet Parortholitha och familjen mätare. Inga underarter finns listade i Catalogue of Life.